# Francesco Saverio Nitti
Francesco Saverio Nitti (ur. 19 lipca 1868 w Melfi, zm. 20 lutego 1953 w Rzymie) − włoski polityk, dziennikarz,  premier Włoch w latach 1919–1920 z ramienia Partito Radicale Italiano.

## Życiorys
Francesco Nitti, zanim zaangażował się w działalność polityczną, pracował jako dziennikarz oraz wykładowca ekonomii. W 1904 roku został wybrany do Izby Deputowanych. W latach 1911–1914 był ministrem rolnictwa, przemysłu i handlu w rządzie Giovanniego Giolittiego, a od 1917 do 1919 roku – ministrem skarbu w rządzie premiera Vittorio Orlando. 
Powojenny kryzys związany z włoskimi roszczeniami terytorialnymi, a także stanem gospodarki, doprowadził do rezygnacji Vittorio Orlando, stanowisko premiera objął po nim Francesco Nitti. Kierował on krajem przez rok, w czasie jego rządów parlament był podzielony pomiędzy socjalistów i chadecję, których nie był w stanie pogodzić. Dodatkowo przez Włochy przetoczyła się fala strajków robotniczych, a także zamieszek wywoływanych przez bojówki zwolenników Benito Mussoliniego. W tej sytuacji 9 czerwca 1920 Francesco Nitti złożył rezygnację z urzędu premiera. 
W 1921 roku został ponownie wybrany do parlamentu, w którym zasiadał do 1924 roku. W późniejszym czasie wyjechał na kilka lat do Francji. W sierpniu 1943, w czasie II wojny światowej został aresztowany przez Niemców i internowany w Austrii. Po wojnie wrócił do Włoch, w 1948 roku został wybrany do Senatu. 
Córka Francesco Nitti, Filomena Nitti, była chemiczką, w 1938 roku wyszła za mąż za swojego współpracownika, Daniela Boveta, późniejszego noblistę.